# Une après-midi d'été
Une après-midi d'été est un album de bande dessinée paru en 2006.
- Scénario, dessins et couleurs : Bruno Le Floc'h

## Publication

### Éditeurs
- Delcourt (Collection Mirages) (2006)

### Documentation
- Olivier Mimran, « Une après-midi d'été : avec le temps, va... », dBD, no 4,‎ juillet-août 2006, p. 29.